# 日原天文台
日原天文台（にちはらてんもんだい）は、島根県鹿足郡津和野町（旧日原町）にある天文台。口径75cm反射式望遠鏡が設置されている。

## 概要
1985年、国内初の公開型天文台として開設され島根県の観光・行楽スポットでもある。75cm反射望遠鏡はすばる望遠鏡と同じ技術が使われ、経緯儀式架台にナスミス焦点を持つユニークな形となっている。
施設は天文台、森と星の科学館、天文資料館、ペンション(北斗星)、キャンプ場、テニスコートからなる。周辺の枕瀬山にはキャンプ場や森林公園（テレビ中継局も）がある。
2008年（平成20年）度に日本環境協会が主催した夏期全国星空継続観察の結果、24.4等で同天文台と福井県自然保護センターが本州では一番、全国でも二番目に光害が少ない夜空であった。なお、全国での1位は沖縄県の波照間島（24.5等）である。
願い事を書いて専用ポストに入れると、かなうようにと近隣にある太鼓谷稲成神社に奉納してお炊き上げする「願い星★宅配便キット」（有料）がある。

## 沿革
- 1985年 - 国内初の公開型天文台として開設。
- 1994年 - 森と星の科学館開設。
- 2005年 - 100万人のキャンドルナイトイベント開始。